# Маулана Аршад-ад-Дин
Маулана́ Аршад-ад-Ди́н (перс. مولانا ارشادالدین, тадж. Мавлоно Аршададдин) — исламский проповедник таджикского происхождения, живший в XIV веке и обративший в Ислам хана Могулистана Тоглук-Тимура вместе с его подданными. Сын Шейха Джамал-ад-Дина, предок Ходжи Ахмада.

## Происхождение
Государственный деятель, поэт и военачальник Яркендского ханства Мирза Мухаммад Хайдар в своей книге «Тарих-и-Рашид» пишет, что Аршад-ад-Дин «..относился к высокой родословной ходжагон…». В той же исторической хронике Тоглук-Тимур и остальные моголы называют Аршад-ад-Дина и его отца таджиками.

Их потомок, Ходжа Ахмад, полностью приводил имена и рассказывал о жизни каждого из своих предков Мирзе Хайдару, который потом написал о них в своей книге:
В исторических сочинениях о моих предках записано так: “Маулана Шуджааддин Махмуд был братом Хафизаддин Кабира Бухари. Ходжа Хафизаддин был одним из последних муджтахидов и после него муджтахида не появлялось. Во времена Чингиз хана собрали всех имамов Бухары и, как было заведено Чингиз ханом, предали мученической смерти Ходжу Хафизаддина, а маулану Шуджааддин Махмуда по обычаю [насильственного] переселения отправили со всем семейством в Каракорум. Маулана скончался там. Во время беспорядков в Каракоруме его сын уехал в Луб [и] Катак, представлявшие собой значительные города между Турфаном и Хотаном. Там он был уважаемым и почитаемым человеком и оставил несколько последователей. Их имена полностью приводил маулана [Ходжа Ахмад] и рассказывал о жизни каждого из них, но в моей памяти детали рассказа не сохранились. Имя последнего из них было Шайх Джамаладдин. Он был обладателем сокровенных знаний и жил в Катаке.”

«Тарих-и-Рашид» (Глава 3)
Шейх Джамал-ад-Дин являлся отцом Аршад-ад-Дина, был человеком сокровенных знаний и жил в Катаке, где читал проповедь людям.

## Биография

### Детство
О детстве Мауланы Аршад-ад-Дина мало что известно и источником его биографии послужила книга «Тарих-и-Рашид».
Он жил вместе с отцом в Катаке и однажды, в пятницу, после молитвы его отец Шейх Джамал-ад-Дин читал проповедь и сказал людям:
Мы много раз до этого поучали и наставляли вас, [однако] никто не прислушался к тем словам. Сейчас нам стало известно, что всеславный и всевышний Господь ниспослал великое несчастье на этот город. Я получил повеление [свыше] и разрешение бежать и спастись от этого бедствия. Эта моя последняя проповедь вам, прошу вас отпустить меня, и я прощусь с вами, так как следующая наша встреча будет [в день] страшного суда.

Оттуда (из разрушенного Катака) Шейх Джамал-ад-Дин вместе с сыном Аршад-ад-Дином приехали в Айкул, примыкающий к Аксу. В то время Тоглук-Тимур хан, будущий основатель Могулистана, находился в Аксу. Когда Шейх Джамал-ад-Дин встретил его, ему было восемнадцать лет. Это случилось так:
Хан [Тоглук-Тимур] охотился и приказал, чтобы никто не уклонился от этой охоты. Во время охоты они заметили, что в одном месте расположилась группа людей со своим скарбом (имуществом). Тавачии направились к ним, схватили их, связали и привели к хану, так как они нарушили приказ и не явились на охоту. Тавачии спросили хана, что с ними делать. Хан сказал [людям]: «Почему вы нарушили мой приказ?». Шейх доложил: «Мы чужестранцы, едем из разрушенного Катака и не ведаем об охоте и о вашем приказе, иначе бы не нарушили ваш приказ». Хан [заметив что эти люди иранцы] сказал: «Таджики — не люди». В это же время Тоглук-Тимур кормил нескольких собак мясом кабана и в гневе спросил: «Ты лучше или эта собака?». Шейх Джамал-ад-Дин ответил:
Если вера будет со мной, то я лучше, а если не будет со мной веры, то собака лучше меня.
Хан удалился и послал человека, чтобы он посадил Джамал-ад-Дина на своего коня и с почестями привел.
Тот могол подвел своего коня к Шейху: Джамал-ад-Дин увидел, что все седло измазано кровью кабана, и сказал: «Я пойду пешком». Могол настаивал на том, что таков приказ — надо сесть на коня. Шейх накрыл седло полотенцем для омовения и сел верхом. Он увидел, что и на хане, который сидел один, видны следы крови. Когда шейх подъехал, хан спросил у него: «Что это за предмет, имея который, человек становится лучше собаки?». Шейх ответил: «Это вера», — и ясно описал мусульманскую веру и Коран, Тоглук-Тимур хан заплакал и сказал: «Если я стану ханом и получу независимость, то Вы обязательно придите ко мне, я непременно стану мусульманином», и он с почетом и уважением отпустил Шейха.

«Тарих-и-Рашид» (Глава 3)
После этого события Шейх заболел. У него был сын по имени Маулана Аршад-ад-Дин. Шейх завещал ему: «Я видел сон, будто поднял светильник на возвышенность так, что осветилась вся восточная сторона. После этого я встретился в Аксу с Тоглук-Тимур ханом». И он рассказал дальше своему сыну то, о чем уже было упомянуто, и продолжил: «Поскольку мне не хватило жизни, то [теперь] ты [Аршад-ад-Дин] подожди, пока тот юноша [Тоглук-Тимур] станет ханом, и иди к нему; возможно, он исполнит свое обещание и примет Ислам. Ревнителем того счастья явишься ты, так что весь мир озарится благодаря тебе». Сделав это завещание, Шейх Джамал-ад-дин переселился в иной мир.

### Принятие Ислама моголами
Вскоре Тоглук-Тимур стал ханом. Как только весть об этом дошла до Маулана Аршад-ад-Дина, он отправился из Аксу в Моголистан. Хан был «величественным государем» и сколько Аршад-ад-Дин ни старался встретиться и поговорить с ним, ему не удавалось. И вот тогда каждое утро он стал возглашать призыв на молитву (азан) недалеко от ханской ставки. И вот в один из таких дней хану стало интересно кто даёт азан каждое утро: 
Однажды утром Тоглук-Тимур вызвал к себе одного из мулазимов и сказал: «Ты слышишь этот голос? Вот уже некоторое время по утрам кто-то так кричит. Иди и приведи его». Аршад-ад-Дин не успел еще закончить призыва к молитве, как явился тот могол, схватил Маулана за горло и волоком притащил к хану. Хан Тоглук подозвал его и спросил: «Что ты за человек, что каждый день на рассвете кричишь во время сладкого сна?». Тот сказал: «Я сын того человека, которому ты когда-то обещал стать мусульманином» и изложил упомянутый выше рассказ. Хан сказал: «Хорошо, что ты пришел, а где твой отец?», Маулана Аршад-ад-Дин сказал: «Отец скончался и завещал мне это дело». Хан сказал:
С той поры, как я стал ханом, я всегда вспоминал, что дал такое обещание, а тот человек не являлся. Хорошо, что ты пришел сейчас. Что нужно делать?«Тарих-и-Рашид» (Глава 3)

По запискам Мирза Мухаммада Хайдара «в то утро солнце руководства стало подниматься с востока благосклонности и уничтожило тьму неверия». Маулана Аршад-ад-Дин предложил хану ритуальное омовение и объяснил как подтвердить веру (шахада). Хан Моголистана Тоглук-Тимур принял его предложение и стал мусульманином. После они вместе составили план для распространения и успешного продвижения Ислама в государстве и порешили на том, что будут вызывать эмиров по одному и приказывать, чтобы каждый принял Ислам, в противном же случае они применят стих священного Корана «Сражайтесь все с многобожниками», ибо многие моголы исповедовали Тенгрианство и Шаманизм. 

Мирза Мухаммад пишет в свой книге об одно случае, который произошёл с маулана Аршад-ад-Динов во время распространения Ислама среди могольской знати:
Когда настал день, то первым вызвали эмира Тулака, который являлся предком сего раба по материнской линии и имел тогда звание дуглата. Когда он явился к хану, то увидел, что «хан Тоглук сидит с каким-то таджиком». Эмир Тулак вошел и тоже сел. Хан начал говорить и предложил ему принять Ислам. Эмир Тулак заплакал и сказал: «Три года тому назад я принял религию Ислам благодаря праведным людям Кашгара и стал мусульманином. Боясь вас, я не мог открыться. Какое счастье может быть лучше этого?» Хан встал и обнял его. Оба стали мусульманами. Затем таким же образом вызывали эмиров по одному и предлагали веру, пока очередь не дошла до Чураса. Он отказался и поставил условие: «У меня есть человек по имени Сангани Буга. Если этот таджик сможет свалить его, то я приму религию». Хан и другие эмиры сказали: «Что это за бессмысленное условие?» Маулана Аршад-ад-Дин сказал: «Хорошо, пусть будет так. Если я не свалю его, то не предложу тебе стать мусульманином». Хан Тоглук сказал Маулане: «Я знаю того человека. Он поднимает двухлетнего верблюда. Он — неверный (кяфир), так что он не принадлежит к человеческому роду». Господин маулана сказал: «Если всеславный и всевышний Господь пожелает, то обязательно даст мне силу». Хан и те, которые приняли Ислам, не согласились с этим. Как бы там ни было, собрались люди, привели того неверного, и он выступил вперед. Маулана тоже поднялся и вышел вперед. Тот неверный, гордый своей силой, надменно и важно приблизился; Аршад-ад-Дин показался ему ничтожным. Когда они сцепились руками, то маулана схватил его за грудь, и тот упал и лишился чувств. Через некоторое время он пришел в себя и встал, читая калиму и шахаду и плача, бросился в ноги Мауланы. Народ закричал и зашумел. 

«Тарих-и-Рашид» (Глава 3)

По «Тарих-и-Рашиди» в тот день сразу "обрили головы" и стали мусульманами 160 000 человек". Хан Тоглук-Тимур сам над собой совершил обряд обрезания (хитан). В этой же книге Мирза Мухаммад пишет:
Лучи Ислама поглотили мрак неверия и ислам распространился в юрте Чагатай хана. <Слава Аллаху и благодарение ему>, что по сей день счастье ислама прочно в том высокопоставленном семействе. После этого счастливый хан в противоположность своим предкам проявил старание в укреплении религии, как об этом будет сказано. Эти рассказы я слышал от Маулана Ходжа Ахмада, <да освятит Аллах его тайну>, человека обаятельного. У моголов нет больше сведений, кроме этого рассказа о том, что Туглук Тимур хан стал мусульманином благодаря Маулане Аршад-ад-Дину.
Подробности этого события никто не знает. Что касается остальной жизни Тоглук Тимур хана, то она совсем не упоминается в устных рассказах моголов, однако сведения о ней есть в «Зафар-наме».